# Хмелевская, Марина Сергеевна
Марина Сергеевна Хмелевская (узб. Marina Sergeyevna Xmelevskaya; род. 30 июля 1990 года, Фергана, Узбекистан) — узбекская легкоатлетка, специализирующаяся на длинных дистанциях и марафоне, член сборной Узбекистан. В 2016 году участвовала на XXXI Летних Олимпийских играх.

## Карьера
В 2014 году на Международном полумарафоне в Душанбе (Таджикистан) с результатом 1:18:12 заняла четвёртое место.
В 2015 году принимала участие в Берлинском марафоне и с результатом 2:38:36 заняла 26-е место и выполнила норматив Летних Олимпийских игр в Рио-да-Жанейро (Бразилия). В этом же году на Международном полумарафоне в Душанбе с результатом 1:16.09 уже заняла второе место.
На Летних Олимпийских играх 2016 в марафонской дисциплине пришла к финишу с результатом 2:45:06, заняв лишь 77 место.
В 2017 году на Международном марафоне в Астане (Казахстан) завоевала серебряную медаль с результатом 2:37:51. В этом же году на Чемпионате Азии по марафону в Дунгуань (Китай) с результатом 2:39:52 была лишь седьмой.
В 2018 году на Международном полумарафоне в Майами (США) с результатом 1:19:51 заняла третье место. На Марафоне в Атланте (США) заняла первое место с результатом 2:52:31. На Международном полумарафоне в Душанбе (Таджикистан) с результатом 1:16:05 снова была второй.
В 2019 году на Samarkand Half Marathon заняла третье место, а на Марафоне в Алма-Ате (Казахстан) завоевала второе место с результатом 2:45:44.
В 2020 году заняла второе место с результатом 1:14:03 ч в Samarkand Half Marathon. В этом же году на II Ташкентском международном марафоне с результатом 2:30:39 также заняла второе место.
В 2021 году на III Ташкентском международном марафоне с результатом 2:36:29 заняла лишь четвёртое место.
В 2022 году на Рижском марафоне (Rimi Riga Marathon) заняла 2 место с результатом 2:33:19. Это её новый личный рекорд и 2-й результат за всю историю Узбекистана.